# 三勝寺
三勝寺（さんしょうじ）は、広島県三次市にある浄土宗の寺。本尊は阿弥陀如来。

## 由緒
天文年間(1532年 -  1555年)に、旗返城の城主、松尾長門守三勝が、満誉を開基として、一族の菩提寺として東酒屋村（現在の三次市内の東酒屋）に建立したのが始まりとされる。慶長年間(1596年 -  1615年)に、尾関山城城主尾関正勝が三次町に移転させ、さらに、寛永年間(1624年 -  1644年)に、三次藩初代藩主・浅野長治が現在の場所に移建させた。

## 文化財
- 銅鐘 - 県指定の重要文化材。高さ87.5cm、口径49.5cm
  - 播磨国永良荘護聖寺で鋳られた時の銘（永和2年(1376年)）と、 周防国 大島郡三浦本荘志多岸八幡宮]彫られた銘（長享元年(1487年)）の2つがある。その後、比熊山城で用いられたが、同城が廃された際に、浅野長治から寄贈された[2][3]
- 阿弥陀如来三尊 - 本尊
- 釈迦如来坐像 - 寺宝。鎌倉時代)後期から室町時代初期。寄木造。 玉眼入り。

## 交通
1. 西日本旅客鉄道芸備線三次駅からバスで10分
2. 中国自動車道三次インターチェンジから車で10分（国道375号線を経由）

## 周辺情報
- 尾関山公園
- 比熊山城
- 太歳神社